# Gare de L'Estaque
La gare de L'Estaque est une gare ferroviaire française de la ligne de Paris-Lyon à Marseille-Saint-Charles, située dans le 16e arrondissement à l'extrémité nord-ouest de la ville de Marseille, dans le département des Bouches-du-Rhône, en région Provence-Alpes-Côte d'Azur. Elle doit son nom au quartier de Marseille qu'elle dessert, rendu célèbre par Paul Cézanne et ses amis peintres des années 1880 à 1910. La gare de L'Estaque étant située assez haut sur la colline, elle a donné son nom à cette partie du village : L'Estaque-Gare, la partie basse étant nommée L'Estaque-Plage.
C'est une halte ferroviaire de la Société nationale des chemins de fer français (SNCF), desservie par des trains express régionaux TER Provence-Alpes-Côte d'Azur. La gare de Marseille-Saint-Charles est à 10 kilomètres.
Elle fait l'objet d'une inscription au titre des monuments historiques par arrêté du 22 novembre 2012,.

## Situation ferroviaire
Gare de bifurcation, elle est située au point kilométrique (PK) 851,699 de la ligne de Paris-Lyon à Marseille-Saint-Charles et au PK 870,081 de la ligne de Miramas à l'Estaque. Elle est également l'origine de la ligne de L'Estaque à Marseille-Joliette. Son altitude est de 54 m.

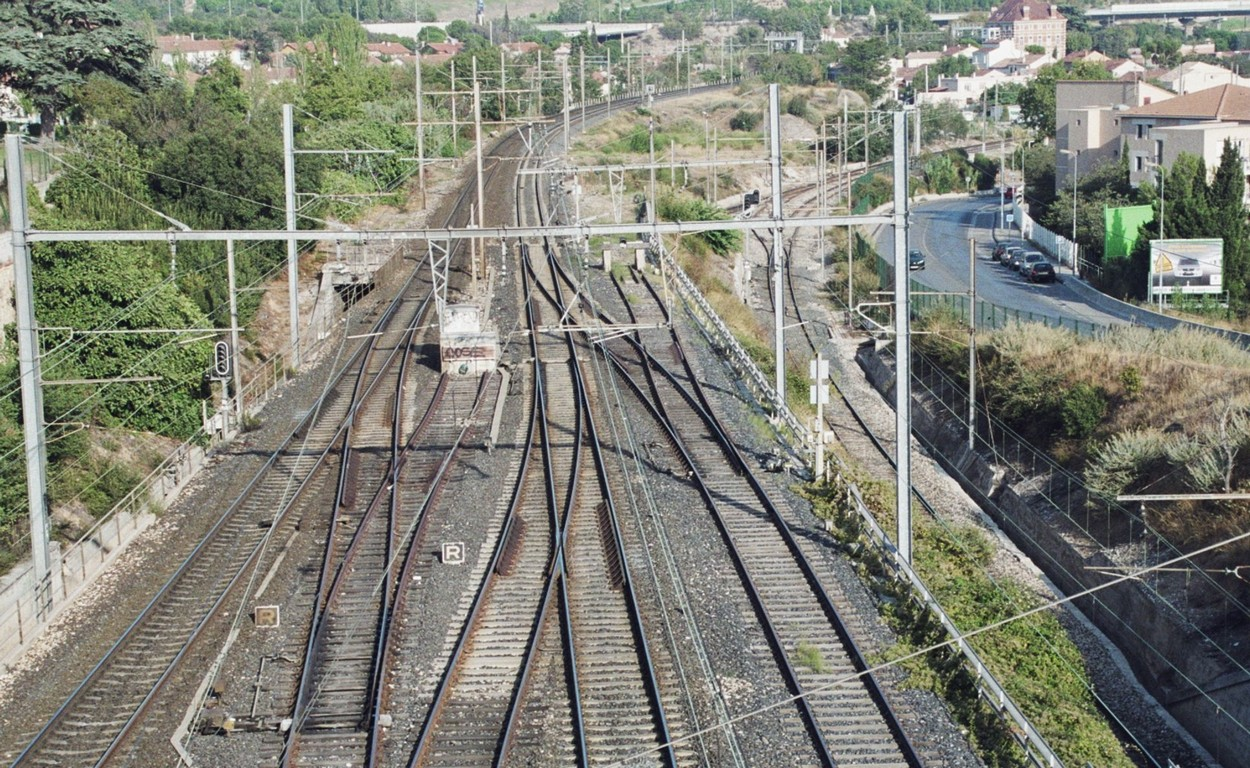
La sortie sud de la gare, avec l'embranchement vers la Joliette.

La gare de L'Estaque est le point de jonction, de plusieurs lignes d'importances diverses comprenant :
- premièrement, la ligne de Paris-Lyon à Marseille-Saint-Charles reliant Marseille-Saint-Charles à Avignon, Lyon et Paris, juste avant le tunnel de la Nerthe qui la fait passer de la cuvette de Marseille au bord de l'Étang de Berre (ligne à double voie, électrifiée)[5] ;
- deuxièmement, la ligne de la Côte Bleue, reliant Marseille à Miramas en suivant à partir de L'Estaque une côte escarpée par une succession impressionnante de viaducs et de tunnels, qui est une ligne secondaire, non électrifiée mais à double voie, desservant les stations touristiques de Carry-le-Rouet et Sausset-les-Pins, et représentant en fait de l'extrémité sud de ce qui devait être le double de la ligne du PLM de Paris à Lyon par le Bourbonnais, de Lyon à Avignon par la rive droite du Rhône, et d'Avignon à Marseille par Cavaillon et Port-de-Bouc. Les trains de grandes lignes ne suivent plus cet itinéraire : le dernier train direct de Paris à Marseille via Port-de-Bouc (le Phocéen) a été supprimé dans les années 1990[6] ;
- troisièmement, l'embranchement vers La Joliette, ancienne « gare maritime » de Marseille, où, jusqu'à la fin des années 1960, les voyageurs en provenance ou à destination de l'Afrique du Nord ou du Moyen-Orient transitaient directement entre le bateau et le « train-paquebot ». Cet embranchement, à double voie et électrifié, dessert les gares fret du Canet (les Crottes), de Mourepiane, et d'Arenc, ainsi que la halte voyageurs d'Arenc-Euroméditerranée mise en service en février 2014. La ligne de L'Estaque à Marseille Saint-Charles par Arenc (« voies du port ») a été ouverte au trafic voyageurs à la fin des années 2000 et est aujourd'hui desservie par des TER Provence-Alpes-Côte d'Azur reliant Marseille à Miramas via Vitrolles-Aéroport-Marseille-Provence et Rognac, ou bien via Martigues.

## Histoire
La gare était initialement dédiée au seul transport de marchandises (industries), entre l'Estaque et Marseille, avant de devenir une gare de voyageurs.
Le bâtiment principal a été construit entre 1848 et 1851. L'architecture de la gare est remarquable pour ses constructions annexes (abris) aux structures métalliques, édifiées à la fin des années 1920 dans le style Art déco.
Au sud de la gare, plusieurs voies de débord sont destinées au trafic des marchandises, mais sont très peu utilisées, notamment depuis la fermeture des usines locales (briqueteries, cimenteries, usines chimiques). L'ensemble est électrifié en courant continu 1500 V depuis le 22 juin 1962[réf. nécessaire].
En août 2016, les installations de la gare sont en cours de restauration. Le kiosque ainsi que la salle d'attente nord ont d'ores et déjà été remises en peinture. Des études sont en cours pour le passage souterrain et le bâtiment voyageurs ainsi que sa marquise.
En février 2023, une rénovation du bâtiment de la gare est annoncée à partir de la fin de l'année 2023, ainsi qu'une nouvelle activité non ferroviaire à l'intérieur des lieux ; celle-ci sera choisie par un appel à projets qui doit se conclure le 10 mars. Le texte de cet appel indique « Idéal activités apportant du service (commerce, aide à la personne, développement numérique, promotion du territoire, mobilité) contribuant ainsi à l’animation et au développement de la gare et de son quartier ».
L'association Ancrages se propose de réaménager le bâtiment de la gare et de ses abords.

## Fréquentation
De 2015 à 2023, selon les estimations de la SNCF, la fréquentation annuelle de la gare s'élève aux nombres indiqués dans le tableau ci-dessous.
| Année     | 2015   | 2016   | 2017   | 2018   | 2019   | 2020   | 2021   | 2022    | 2023    |
| --------- | ------ | ------ | ------ | ------ | ------ | ------ | ------ | ------- | ------- |
| Voyageurs | 64 348 | 65 513 | 76 554 | 60 832 | 76 570 | 45 211 | 83 389 | 114 582 | 134 120 |

## Service des voyageurs

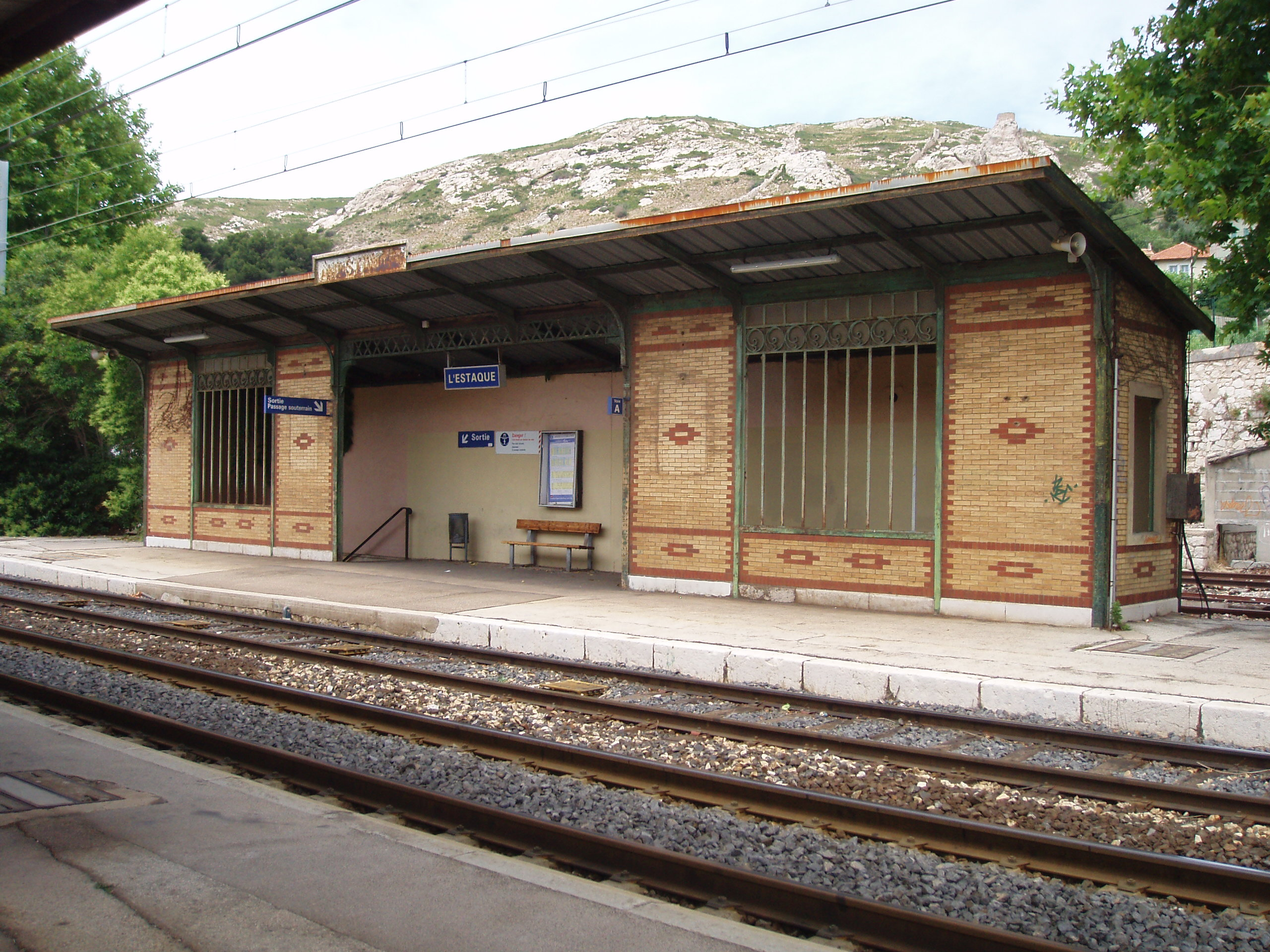
Vue sur la voie A. Le bâtiment principal se trouve de l'autre côté.

### Accueil
Halte SNCF, c'est un point d'arrêt non géré (PANG) à entrée libre. Elle est équipée d'automates pour l'achat de titres de transport.
La gare comporte quatre voies à quai avec un quai central et deux quais latéraux ; les voies relatives à la ligne de Miramas à l'Estaque encadrent les voies de la ligne de Paris-Lyon à Marseille-Saint-Charles situées au centre.

### Desserte
L'Estaque est desservie par des trains express régionaux TER Provence-Alpes-Côte d'Azur qui effectuent des missions de Marseille à Avignon par Rognac, Miramas et Arles, de Marseille à Avignon par Miramas, Salon-de-Provence et Cavaillon et de Marseille à Miramas par Port-de-Bouc.
Tous les trains de ces relations marquent l'arrêt à L'Estaque, sauf quelques trains vers Salon-de-Provence ou vers Avignon via Arles qui sont sans arrêt de Marseille-Saint-Charles jusqu'à Vitrolles Aéroport.

### Intermodalité
Des places de parking sont disponibles à proximité. Elle est desservie par des bus du réseau RTM (lignes 36, 36B, 95 et 96).

## Poésie
Dans son recueil Les voisinages de Van Gogh (NRF Gallimard, 1985), René Char lui consacre une suite poétique en prose, La gare hallucinée : « L'Estaque secrète écoute la gare s'éveiller telle que les divins un matin l'ont surprise. ».

## Galerie de photographies

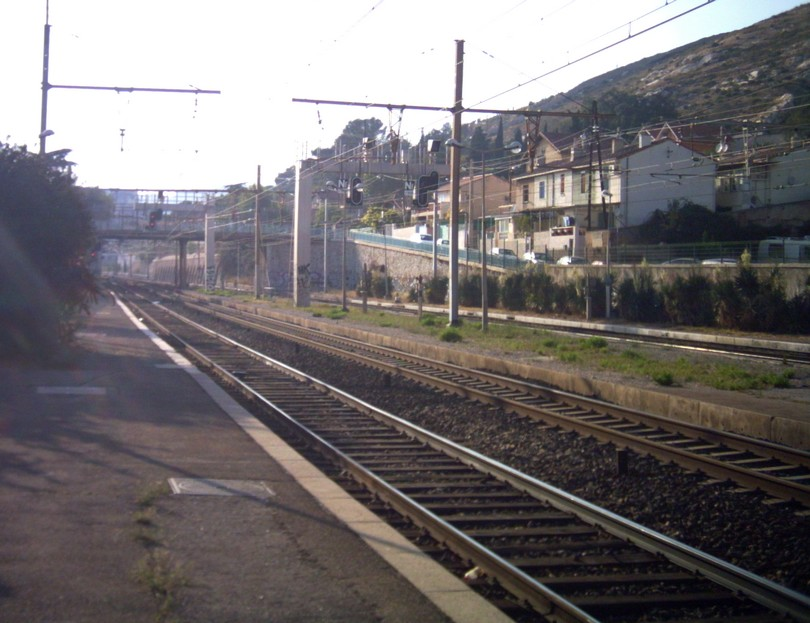
Les voies côté nord de la gare.
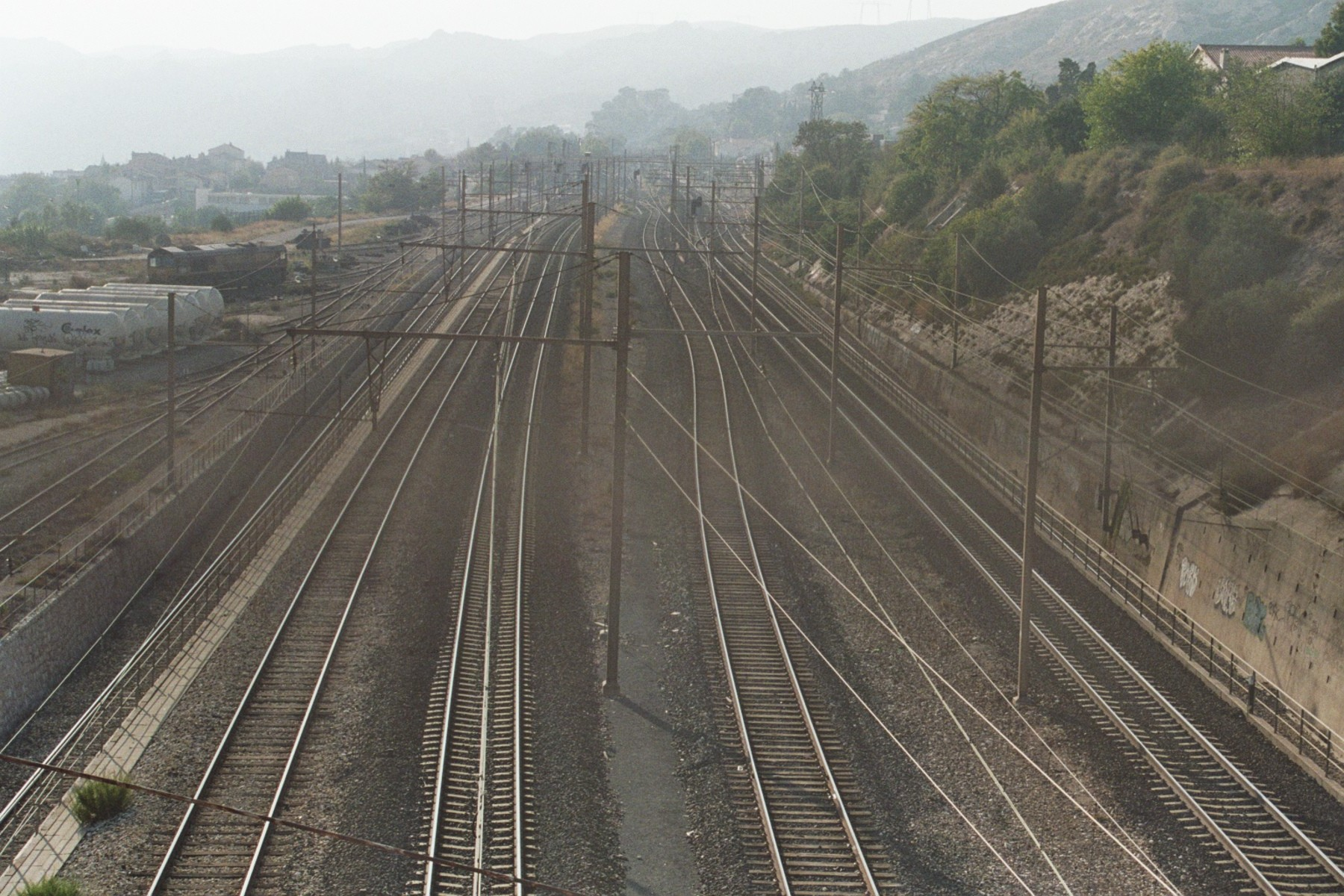
L'entrée sud de la gare.
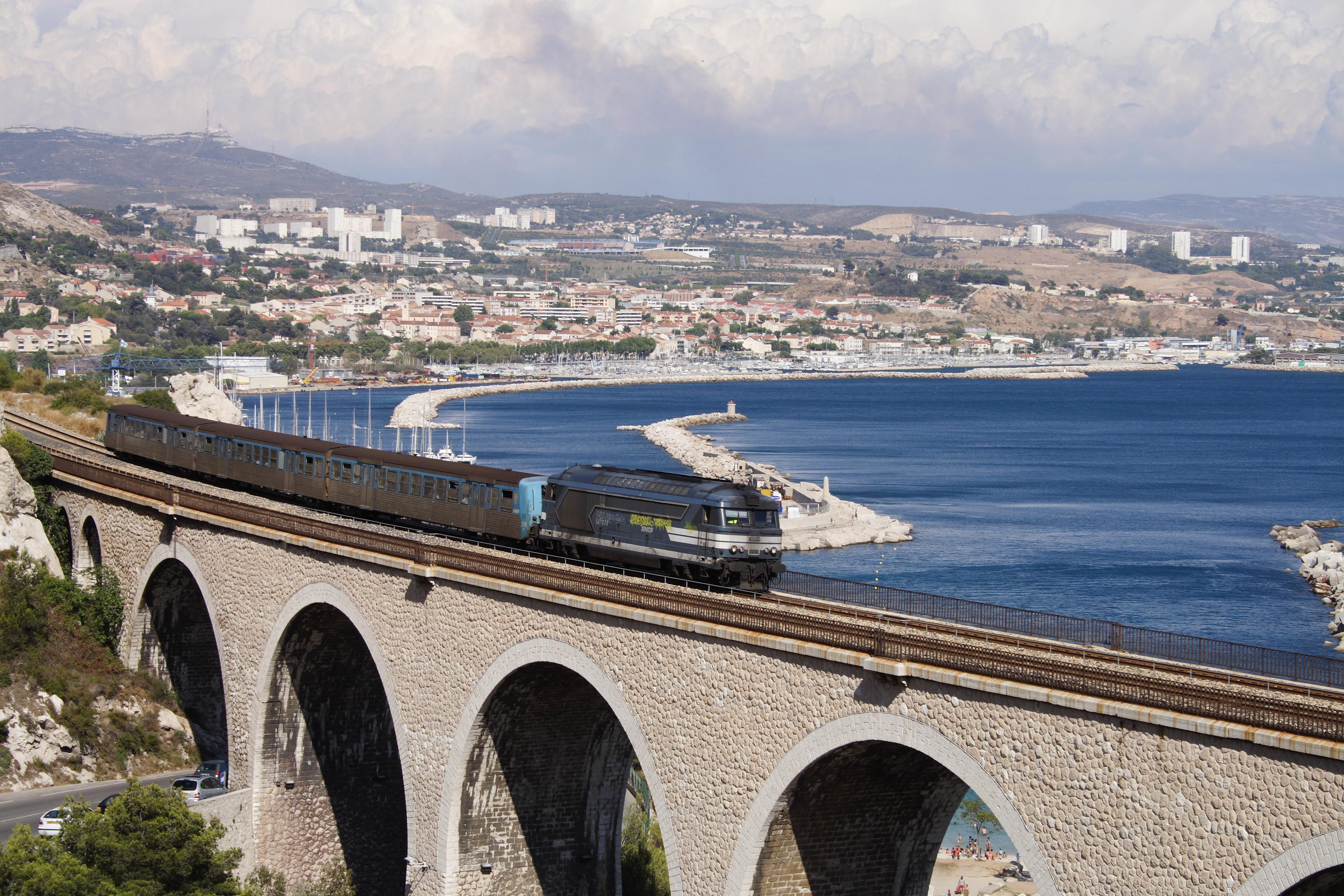
Une rame réversible régionale tractée par une BB 67400 assure un TER Marseille - Miramas via Port-de-Bouc.
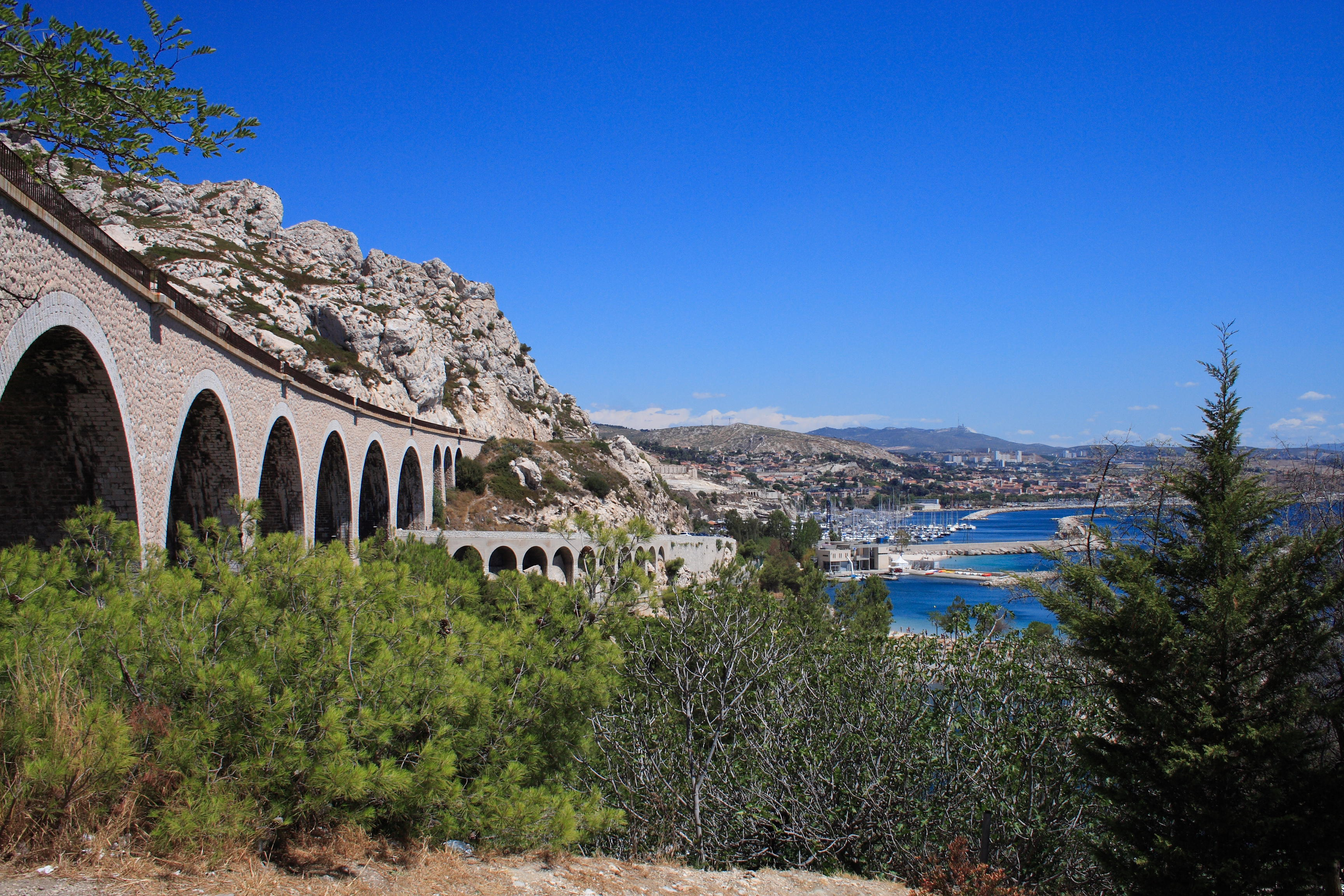
Le viaduc de Corbières sur la ligne de Port-de-Bouc.